# Golden State Warriors 2020-2021
La stagione 2020-2021 dei Golden State Warriors è stata la 75ª stagione della franchigia nella NBA.

## Maglie
Lo Sponsor tecnico, come per tutte le squadre NBA, è Nike, mentre Rakuten è l'unico sponsor sulla canotta.
| Bianca | Blu | Nera | City edition | Classic |

## Draft
| Giro | Scelta | Giocatore        | Ruolo | Nazionalità | Università/Squadra  |
| ---- | ------ | ---------------- | ----- | ----------- | ------------------- |
| 1    | 2      | James Wiseman    | C     | Stati Uniti | Memphis Tigers      |
| 2    | 48     | Nico Mannion     | PG    | Italia      | Arizona Wildcats    |
| 2    | 51     | Justinian Jessup | SG    | Stati Uniti | Boise State Broncos |

## Roster
| \| Pos. \| Num. \| Naz. \| Nome \| Altezza \| Peso \| Data nascita \| Provenienza \| \| ---- \| ---- \| ------------------------------------------- \| ------------------ \| ------- \| ------ \| ------------ \| ---------------- \| \| G/AP \| 26 \| Stati Uniti (bandiera) \| Bazemore, Kent \| 193 cm \| 88 kg \| 1989-07-01 \| Old Dominion \| \| AG \| 20 \| Stati Uniti (bandiera) \| Bell, Jordan \| 203 cm \| 98 kg \| 1995-01-07 \| Oregon \| \| G \| 30 \| Stati Uniti (bandiera) \| Curry, Stephen (C) \| 191 cm \| 84 kg \| 1988-03-14 \| Davidson \| \| A \| 23 \| Stati Uniti (bandiera) \| Green, Draymond \| 198 cm \| 104 kg \| 1990-03-04 \| Michigan State \| \| G/AP \| 1 \| Stati Uniti (bandiera) \| Lee, Damion \| 196 cm \| 95 kg \| 1992-10-21 \| Louisville \| \| A \| 5 \| Stati Uniti (bandiera) \| Looney, Kevon \| 206 cm \| 101 kg \| 1996-02-06 \| UCLA \| \| G \| 2 \| Italia (bandiera) \| Mannion, Niccolò \| 188 cm \| 86 kg \| 2001-03-14 \| Arizona \| \| G \| 15 \| Canada (bandiera) \| Mulder, Mychal \| 191 cm \| 83 kg \| 1994-06-14 \| Kentucky \| \| \| 12 \| Stati Uniti (bandiera) \| Oubre, Kelly \| 201 cm \| 92 kg \| 1995-12-09 \| Kansas \| \| AG \| 7 \| Stati Uniti (bandiera) \| Paschall, Eric \| 198 cm \| 116 kg \| 1996-11-04 \| Villanova \| \| G \| 0 \| Stati Uniti (bandiera) \| Payton, Gary \| 191 cm \| 88 kg \| 1992-12-01 \| Oregon State \| \| G \| 3 \| Stati Uniti (bandiera) \| Poole, Jordan \| 193 cm \| 88 kg \| 1999-06-19 \| Michigan \| \| AP \| 6 \| Serbia (bandiera) \| Smailagić, Alen \| 208 cm \| 98 kg \| 2000-08-18 \| Serbia \| \| G \| 11 \| Stati Uniti (bandiera) \| Thompson, Klay \| 198 cm \| 98 kg \| 1990-02-08 \| Washington State \| \| \| 95 \| Messico (bandiera) · Stati Uniti (bandiera) \| Toscano, Juan \| 198 cm \| 95 kg \| 1993-04-10 \| Marquette \| \| AP \| 22 \| Canada (bandiera) \| Wiggins, Andrew \| 201 cm \| 89 kg \| 1995-02-23 \| Kansas \| \| C \| 33 \| Stati Uniti (bandiera) \| Wiseman, James \| 213 cm \| 109 kg \| 2001-03-31 \| Memphis \| | Allenatore - Steve Kerr Assistente/i - Ron Adams - Mike Brown - Jarron Collins - Bruce Fraser Legenda - (C) Capitano - (FA) Free agent - (S) Sospeso - Infortunato Roster • Transazioni · Ultima transazione: 16 Maggio 2021 |                                             |                    |         |        |              |                  |
| Pos. | Num. | Naz.                                        | Nome               | Altezza | Peso   | Data nascita | Provenienza      |
| G/AP | 26 | Stati Uniti (bandiera)                      | Bazemore, Kent     | 193 cm  | 88 kg  | 1989-07-01   | Old Dominion     |
| AG | 20 | Stati Uniti (bandiera)                      | Bell, Jordan       | 203 cm  | 98 kg  | 1995-01-07   | Oregon           |
| G | 30 | Stati Uniti (bandiera)                      | Curry, Stephen (C) | 191 cm  | 84 kg  | 1988-03-14   | Davidson         |
| A | 23 | Stati Uniti (bandiera)                      | Green, Draymond    | 198 cm  | 104 kg | 1990-03-04   | Michigan State   |
| G/AP | 1 | Stati Uniti (bandiera)                      | Lee, Damion        | 196 cm  | 95 kg  | 1992-10-21   | Louisville       |
| A | 5 | Stati Uniti (bandiera)                      | Looney, Kevon      | 206 cm  | 101 kg | 1996-02-06   | UCLA             |
| G | 2 | Italia (bandiera)                           | Mannion, Niccolò   | 188 cm  | 86 kg  | 2001-03-14   | Arizona          |
| G | 15 | Canada (bandiera)                           | Mulder, Mychal     | 191 cm  | 83 kg  | 1994-06-14   | Kentucky         |
| | 12 | Stati Uniti (bandiera)                      | Oubre, Kelly       | 201 cm  | 92 kg  | 1995-12-09   | Kansas           |
| AG | 7 | Stati Uniti (bandiera)                      | Paschall, Eric     | 198 cm  | 116 kg | 1996-11-04   | Villanova        |
| G | 0 | Stati Uniti (bandiera)                      | Payton, Gary       | 191 cm  | 88 kg  | 1992-12-01   | Oregon State     |
| G | 3 | Stati Uniti (bandiera)                      | Poole, Jordan      | 193 cm  | 88 kg  | 1999-06-19   | Michigan         |
| AP | 6 | Serbia (bandiera)                           | Smailagić, Alen    | 208 cm  | 98 kg  | 2000-08-18   | Serbia           |
| G | 11 | Stati Uniti (bandiera)                      | Thompson, Klay     | 198 cm  | 98 kg  | 1990-02-08   | Washington State |
| | 95 | Messico (bandiera) · Stati Uniti (bandiera) | Toscano, Juan      | 198 cm  | 95 kg  | 1993-04-10   | Marquette        |
| AP | 22 | Canada (bandiera)                           | Wiggins, Andrew    | 201 cm  | 89 kg  | 1995-02-23   | Kansas           |
| C | 33 | Stati Uniti (bandiera)                      | Wiseman, James     | 213 cm  | 109 kg | 2001-03-31   | Memphis          |

## Classifiche

### Division
| Pacific Division     | V  | S  | V%   | PR   | Casa  | Trasf | Div | PG |
| -------------------- | -- | -- | ---- | ---- | ----- | ----- | --- | -- |
| y – Phoenix Suns     | 51 | 21 | .708 | 1,0  | 27–9  | 24–12 | 7–5 | 72 |
| x – L.A. Clippers    | 47 | 25 | .653 | 5,0  | 26–10 | 21–15 | 9–3 | 72 |
| xp – L.A. Lakers     | 42 | 30 | .583 | 10,0 | 21–15 | 21–15 | 4–8 | 72 |
| ep – G.S. Warriors   | 39 | 33 | .542 | 13,0 | 25–11 | 14–22 | 5–7 | 72 |
| e – Sacramento Kings | 31 | 41 | .431 | 21,0 | 16–20 | 15–21 | 5–7 | 72 |

### Conference
| Western Conference | Western Conference      | Western Conference | Western Conference | Western Conference | Western Conference | Western Conference |
| #                  | Squadra                 | V                  | S                  | V%                 | PR                 | PG                 |
| ------------------ | ----------------------- | ------------------ | ------------------ | ------------------ | ------------------ | ------------------ |
| 1                  | c – Utah Jazz *         | 52                 | 20                 | .722               | –                  | 72                 |
| 2                  | y – Phoenix Suns *      | 51                 | 21                 | .708               | 1,0                | 72                 |
| 3                  | x – Denver Nuggets      | 47                 | 25                 | .653               | 5,0                | 72                 |
| 4                  | x – L.A. Clippers       | 47                 | 25                 | .653               | 5,0                | 72                 |
| 5                  | y – Dallas Mavericks *  | 42                 | 30                 | .583               | 10,0               | 72                 |
| 6                  | x – Portland T. Blazers | 42                 | 30                 | .583               | 10,0               | 72                 |
|                    |                         |                    |                    |                    |                    |                    |
| 7                  | xp – L.A. Lakers        | 42                 | 30                 | .583               | 10,0               | 72                 |
| 8                  | xp – Memphis Grizzlies  | 38                 | 34                 | .528               | 14,0               | 72                 |
| 9                  | ep – G.S. Warriors      | 39                 | 33                 | .542               | 13,0               | 72                 |
| 10                 | ep – San Antonio Spurs  | 33                 | 39                 | .458               | 19,0               | 72                 |
|                    |                         |                    |                    |                    |                    |                    |
| 11                 | e – N.O. Pelicans       | 31                 | 41                 | .431               | 21,0               | 72                 |
| 12                 | e – Sacramento Kings    | 31                 | 41                 | .431               | 21,0               | 72                 |
| 13                 | e – Minnesota T'wolves  | 23                 | 49                 | .319               | 29,0               | 72                 |
| 14                 | e – Oklahoma Thunder    | 22                 | 50                 | .306               | 30,0               | 72                 |
| 15                 | e – Houston Rockets     | 17                 | 55                 | .236               | 35,0               | 72                 |

Note:
- z – Fattore campo per gli interi playoff
- c – Fattore campo per le finali di Conference
- y – Campione della division
- x – Qualificata ai playoff
- p – Qualificata ai play-in
- e – Eliminata dai playoff
- * – Leader della division

## Calendario e risultati

### Preseason
| Preseason 2020                                    | Preseason 2020                                    | Preseason 2020                                    | Preseason 2020                                    | Preseason 2020                                    | Preseason 2020                                    | Preseason 2020                                    | Preseason 2020                                    | Preseason 2020                                    |
| Record preseason: 2-1 (Casa: 1-0; Trasferta: 1-1) | Record preseason: 2-1 (Casa: 1-0; Trasferta: 1-1) | Record preseason: 2-1 (Casa: 1-0; Trasferta: 1-1) | Record preseason: 2-1 (Casa: 1-0; Trasferta: 1-1) | Record preseason: 2-1 (Casa: 1-0; Trasferta: 1-1) | Record preseason: 2-1 (Casa: 1-0; Trasferta: 1-1) | Record preseason: 2-1 (Casa: 1-0; Trasferta: 1-1) | Record preseason: 2-1 (Casa: 1-0; Trasferta: 1-1) | Record preseason: 2-1 (Casa: 1-0; Trasferta: 1-1) |
| Partita                                           | Data                                              | Avversario                                        | Punteggio                                         | Più punti                                         | Più rimbalzi                                      | Più assist                                        | Stadio e spettatori                               | Record                                            |
| ------------------------------------------------- | ------------------------------------------------- | ------------------------------------------------- | ------------------------------------------------- | ------------------------------------------------- | ------------------------------------------------- | ------------------------------------------------- | ------------------------------------------------- | ------------------------------------------------- |
| 1                                                 | 12.12.2020                                        | Denver Nuggets                                    | P 107-105                                         | Bazemore (13)                                     | Paschall (7)                                      | 4 giocatori (3)                                   | Chase Center (0)                                  | 1-0                                               |
| 2                                                 | 15.12.2020                                        | Sacramento Kings                                  | V 113-114                                         | Curry (29)                                        | Chriss (9)                                        | 4 giocatori (4)                                   | Oracle Arena (0)                                  | 1-1                                               |
| 3                                                 | 17.12.2020                                        | Sacramento Kings                                  | P 113-105                                         | Curry (29)                                        | Chriss (12)                                       | Curry, Looney, Wiggins (3)                        | Oracle Arena (0)                                  | 2-1                                               |

### Regular Season

#### Dicembre
| Dicembre 2020                                    | Dicembre 2020                                    | Dicembre 2020                                    | Dicembre 2020                                    | Dicembre 2020                                    | Dicembre 2020                                    | Dicembre 2020                                    | Dicembre 2020                                    | Dicembre 2020                                    |
| Record dicembre: 2-2 (Casa: 0-0; Trasferta: 2-2) | Record dicembre: 2-2 (Casa: 0-0; Trasferta: 2-2) | Record dicembre: 2-2 (Casa: 0-0; Trasferta: 2-2) | Record dicembre: 2-2 (Casa: 0-0; Trasferta: 2-2) | Record dicembre: 2-2 (Casa: 0-0; Trasferta: 2-2) | Record dicembre: 2-2 (Casa: 0-0; Trasferta: 2-2) | Record dicembre: 2-2 (Casa: 0-0; Trasferta: 2-2) | Record dicembre: 2-2 (Casa: 0-0; Trasferta: 2-2) | Record dicembre: 2-2 (Casa: 0-0; Trasferta: 2-2) |
| Partita                                          | Data                                             | Avversario                                       | Punteggio                                        | Più punti                                        | Più rimbalzi                                     | Più assist                                       | Stadio e spettatori                              | Record                                           |
| ------------------------------------------------ | ------------------------------------------------ | ------------------------------------------------ | ------------------------------------------------ | ------------------------------------------------ | ------------------------------------------------ | ------------------------------------------------ | ------------------------------------------------ | ------------------------------------------------ |
| 1                                                | 22.12.2020                                       | Brooklyn Nets                                    | P 99–125                                         | Curry (20)                                       | Chriss (8)                                       | Curry (10)                                       | Barclays Center (0)                              | 0-1                                              |
| 2                                                | 25.12.2020                                       | Milwaukee Bucks                                  | P 99-138                                         | Curry (19)                                       | Wiseman (9)                                      | Curry (6)                                        | Fiserv Forum (0)                                 | 0-2                                              |
| 3                                                | 27.12.2020                                       | Chicago Bulls                                    | V 129–128                                        | Curry (36)                                       | Oubre Jr. (11)                                   | Curry (6)                                        | United Center (0)                                | 1-2                                              |
| 4                                                | 29.12.2020                                       | Detroit Pistons                                  | V 116–106                                        | Curry (31)                                       | Wiggins (7)                                      | Curry (6)                                        | Little Caesars Arena (0)                         | 2-2                                              |

#### Gennaio
| Gennaio 2021                                    | Gennaio 2021                                    | Gennaio 2021                                    | Gennaio 2021                                          | Gennaio 2021                                          | Gennaio 2021                                          | Gennaio 2021                                          | Gennaio 2021                                          | Gennaio 2021                                          |
| Record gennaio: 9-7 (Casa: 8-4; Trasferta: 1-3) | Record gennaio: 9-7 (Casa: 8-4; Trasferta: 1-3) | Record gennaio: 9-7 (Casa: 8-4; Trasferta: 1-3) | Record gennaio: 9-7 (Casa: 8-4; Trasferta: 1-3)       | Record gennaio: 9-7 (Casa: 8-4; Trasferta: 1-3)       | Record gennaio: 9-7 (Casa: 8-4; Trasferta: 1-3)       | Record gennaio: 9-7 (Casa: 8-4; Trasferta: 1-3)       | Record gennaio: 9-7 (Casa: 8-4; Trasferta: 1-3)       | Record gennaio: 9-7 (Casa: 8-4; Trasferta: 1-3)       |
| Partita                                         | Data                                            | Avversario                                      | Punteggio                                             | Più punti                                             | Più rimbalzi                                          | Più assist                                            | Stadio e spettatori                                   | Record                                                |
| ----------------------------------------------- | ----------------------------------------------- | ----------------------------------------------- | ----------------------------------------------------- | ----------------------------------------------------- | ----------------------------------------------------- | ----------------------------------------------------- | ----------------------------------------------------- | ----------------------------------------------------- |
| 5                                               | 1.1.2021                                        | Portland T. Blazers                             | P 98–123                                              | Curry (26)                                            | Curry (8)                                             | Curry (5)                                             | Chase Center (0)                                      | 2-3                                                   |
| 6                                               | 3-1-2021                                        | Portland T. Blazers                             | V 137–122                                             | Curry (62)                                            | Wiseman (11)                                          | Green (8)                                             | Chase Center (0)                                      | 3-3                                                   |
| 7                                               | 4-1-2021                                        | Sacramento Kings                                | V 137–106                                             | Curry (30)                                            | Curry (9)                                             | Curry (8)                                             | Chase Center (0)                                      | 4-3                                                   |
| 8                                               | 6-1-2021                                        | L.A. Clippers                                   | P 101–108                                             | Wiggins (19)                                          | Green (6)                                             | Green (6)                                             | Chase Center (0)                                      | 4-4                                                   |
| 9                                               | 8-1-2021                                        | L.A. Clippers                                   | V 115–105                                             | Curry (38)                                            | 4 giocatori (6)                                       | Curry (11)                                            | Chase Center (0)                                      | 5-4                                                   |
| 10                                              | 10-1-2021                                       | Toronto Raptors                                 | V 106–105                                             | Wiggins (17)                                          | Curry, Green (9)                                      | Green (10)                                            | Chase Center (0)                                      | 6–4                                                   |
| 11                                              | 12-1-2021                                       | Indiana Pacers                                  | P 95–104                                              | Wiggins (22)                                          | Looney, Wiseman (9)                                   | Green (10)                                            | Chase Center (0)                                      | 6–5                                                   |
| 12                                              | 14-1-2021                                       | Denver Nuggets                                  | P 104–114                                             | Curry (35)                                            | Curry (11)                                            | Green (7)                                             | Ball Arena (0)                                        | 6–6                                                   |
| —                                               | 15-1-2021                                       | Phoenix Suns                                    | Rinviata a causa COVID-19 (data di recupero: 4 marzo) | Rinviata a causa COVID-19 (data di recupero: 4 marzo) | Rinviata a causa COVID-19 (data di recupero: 4 marzo) | Rinviata a causa COVID-19 (data di recupero: 4 marzo) | Rinviata a causa COVID-19 (data di recupero: 4 marzo) | Rinviata a causa COVID-19 (data di recupero: 4 marzo) |
| 13                                              | 18-1-2021                                       | L.A. Lakers                                     | V 115–113                                             | Curry (26)                                            | Green (8)                                             | Green (9)                                             | Staples Center (0)                                    | 7–6                                                   |
| 14                                              | 20-1-2021                                       | San Antonio Spurs                               | V 121–99                                              | Curry (26)                                            | Curry (11)                                            | Curry (7)                                             | Chase Center (0)                                      | 8–6                                                   |
| 15                                              | 21-1-2021                                       | N.Y. Knicks                                     | P 104–119                                             | Curry (30)                                            | Wiggins (9)                                           | Green (8)                                             | Chase Center (0)                                      | 8–7                                                   |
| 16                                              | 23-1-2021                                       | Utah Jazz                                       | P 108–127                                             | Curry (24)                                            | Curry (7)                                             | Curry (7)                                             | Vivint Arena (1,932)                                  | 8–8                                                   |
| 17                                              | 25-1-2021                                       | Minnesota T'wolves                              | V 130–108                                             | Curry (36)                                            | Green, Oubre Jr., Wiggins (6)                         | Green, Looney, Oubre Jr. (4)                          | Chase Center (0)                                      | 9–8                                                   |
| 18                                              | 27-1-2021                                       | Minnesota T'wolves                              | V 123–111                                             | Wiseman (25)                                          | Looney (10)                                           | Green (8)                                             | Chase Center (0)                                      | 10–8                                                  |
| 19                                              | 28-1-2021                                       | Phoenix Suns                                    | P 93–114                                              | Curry (27)                                            | Lee, Wiseman (6)                                      | Green (6)                                             | Phoenix Suns Arena (0)                                | 10–9                                                  |
| 20                                              | 30-1-2021                                       | Detroit Pistons                                 | V 118–91                                              | Curry (28)                                            | Wiseman (9)                                           | Curry, Wanamaker (7)                                  | Chase Center (0)                                      | 11–9                                                  |

#### Febbraio
| Febbraio 2021                                    | Febbraio 2021                                    | Febbraio 2021                                    | Febbraio 2021                                    | Febbraio 2021                                    | Febbraio 2021                                    | Febbraio 2021                                    | Febbraio 2021                                    | Febbraio 2021                                    |
| Record febbraio: 8-7 (Casa: 4-2; Trasferta: 4-5) | Record febbraio: 8-7 (Casa: 4-2; Trasferta: 4-5) | Record febbraio: 8-7 (Casa: 4-2; Trasferta: 4-5) | Record febbraio: 8-7 (Casa: 4-2; Trasferta: 4-5) | Record febbraio: 8-7 (Casa: 4-2; Trasferta: 4-5) | Record febbraio: 8-7 (Casa: 4-2; Trasferta: 4-5) | Record febbraio: 8-7 (Casa: 4-2; Trasferta: 4-5) | Record febbraio: 8-7 (Casa: 4-2; Trasferta: 4-5) | Record febbraio: 8-7 (Casa: 4-2; Trasferta: 4-5) |
| Partita                                          | Data                                             | Avversario                                       | Punteggio                                        | Più punti                                        | Più rimbalzi                                     | Più assist                                       | Stadio e spettatori                              | Record                                           |
| ------------------------------------------------ | ------------------------------------------------ | ------------------------------------------------ | ------------------------------------------------ | ------------------------------------------------ | ------------------------------------------------ | ------------------------------------------------ | ------------------------------------------------ | ------------------------------------------------ |
| 21                                               | 2-2-2021                                         | Boston Celtics                                   | P 107-111                                        | Curry (38)                                       | Curry, Green (11)                                | Curry (8)                                        | Chase Center (0)                                 | 11–10                                            |
| 22                                               | 4-2-2021                                         | Dallas Mavericks                                 | V 147-116                                        | Oubre Jr. (40)                                   | Oubre Jr., Toscano-Anderson (8)                  | Green (15)                                       | American Airlines Center (0)                     | 12–10                                            |
| 23                                               | 6-2-2021                                         | Dallas Mavericks                                 | P 132-134                                        | Curry (57)                                       | Toscano-Anderson (10)                            | Green (15)                                       | American Airlines Center (0)                     | 12–11                                            |
| 24                                               | 8-2-2021                                         | San Antonio Spurs                                | P 100-105                                        | Curry (32)                                       | Toscano-Anderson (11)                            | Green (10)                                       | AT&T Center (0)                                  | 12–12                                            |
| 25                                               | 9-2-2021                                         | San Antonio Spurs                                | V 114-91                                         | Curry (32)                                       | Toscano-Anderson (10)                            | Green (11)                                       | AT&T Center (0)                                  | 13–12                                            |
| 26                                               | 11-2-2021                                        | Orlando Magic                                    | V 111-105                                        | Curry (40)                                       | Oubre Jr. (10)                                   | Green (11)                                       | Chase Center (0)                                 | 14–12                                            |
| 27                                               | 13-2-2021                                        | Brooklyn Nets                                    | P 117-134                                        | Curry (27)                                       | Oubre Jr. (10)                                   | Green (8)                                        | Chase Center (0)                                 | 14–13                                            |
| 28                                               | 15-2-2021                                        | Cleveland Cavaliers                              | V 129-98                                         | Curry (36)                                       | Green, Paschall (8)                              | Green (16)                                       | Chase Center (0)                                 | 15–13                                            |
| 29                                               | 17-2-2021                                        | Miami Heat                                       | V 120-112 (OT)                                   | Bazemore (26)                                    | Bazemore, Oubre Jr., Wiggins (8)                 | Green (11)                                       | Chase Center (0)                                 | 16–13                                            |
| 30                                               | 19-2-2021                                        | Orlando Magic                                    | P 120-124                                        | Curry (29)                                       | Curry, Oubre Jr. (7)                             | Curry (11)                                       | Amway Center (4,287)                             | 16–14                                            |
| 31                                               | 20-2-2021                                        | Charlotte Hornets                                | P 100-102                                        | Oubre Jr. (25)                                   | Green (7)                                        | Wanamaker (5)                                    | Spectrum Center (0)                              | 16–15                                            |
| 32                                               | 23-2-2021                                        | N.Y. Knicks                                      | V 114-106                                        | Curry (37)                                       | Green (9)                                        | Green (12)                                       | Madison Square Garden (1,981)                    | 17–15                                            |
| 33                                               | 24-2-2021                                        | Indiana Pacers                                   | V 111-107                                        | Curry (24)                                       | Green (9)                                        | Green (11)                                       | Bankers Life Fieldhouse (0)                      | 18–15                                            |
| 34                                               | 26-2-2021                                        | Charlotte Hornets                                | V 130-121                                        | Curry (29)                                       | Green (12)                                       | Green (19)                                       | Chase Center (0)                                 | 19–15                                            |
| 35                                               | 28-2-2021                                        | L.A. Lakers                                      | P 91-117                                         | Paschall (18)                                    | Wiseman (8)                                      | Curry (7)                                        | Staples Center (0)                               | 19–16                                            |

#### Marzo
| Marzo 2021                                    | Marzo 2021                                    | Marzo 2021                                    | Marzo 2021                                    | Marzo 2021                                    | Marzo 2021                                    | Marzo 2021                                    | Marzo 2021                                    | Marzo 2021                                    |
| Record marzo: 4-8 (Casa: 2-3; Trasferta: 2-5) | Record marzo: 4-8 (Casa: 2-3; Trasferta: 2-5) | Record marzo: 4-8 (Casa: 2-3; Trasferta: 2-5) | Record marzo: 4-8 (Casa: 2-3; Trasferta: 2-5) | Record marzo: 4-8 (Casa: 2-3; Trasferta: 2-5) | Record marzo: 4-8 (Casa: 2-3; Trasferta: 2-5) | Record marzo: 4-8 (Casa: 2-3; Trasferta: 2-5) | Record marzo: 4-8 (Casa: 2-3; Trasferta: 2-5) | Record marzo: 4-8 (Casa: 2-3; Trasferta: 2-5) |
| Partita                                       | Data                                          | Avversario                                    | Punteggio                                     | Più punti                                     | Più rimbalzi                                  | Più assist                                    | Stadio e spettatori                           | Record                                        |
| --------------------------------------------- | --------------------------------------------- | --------------------------------------------- | --------------------------------------------- | --------------------------------------------- | --------------------------------------------- | --------------------------------------------- | --------------------------------------------- | --------------------------------------------- |
| 36                                            | 3-3-2021                                      | Portland T. Blazers                           | P 106-108                                     | Curry (35)                                    | Green (9)                                     | Green (12)                                    | Moda Center (0)                               | 19–17                                         |
| 37                                            | 4-3-2021                                      | Phoenix Suns                                  | P 98-120                                      | Poole (26)                                    | Wiseman (11)                                  | Mannion (6)                                   | Phoenix Suns Arena (3,233)                    | 19–18                                         |
| 38                                            | 11-3-2021                                     | L.A. Clippers                                 | P 104-130                                     | Oubre Jr., Wiggins (15)                       | Wiggins (8)                                   | Poole (4)                                     | Staples Center (0)                            | 19–19                                         |
| 39                                            | 14-3-2021                                     | Utah Jazz                                     | V 131–119                                     | Curry (32)                                    | Green (12)                                    | Green (12)                                    | Chase Center (0)                              | 20–19                                         |
| 40                                            | 15-3-2021                                     | L.A. Lakers                                   | P 97–128                                      | Curry (27)                                    | Wiseman (8)                                   | Green (7)                                     | Chase Center (0)                              | 20–20                                         |
| 41                                            | 17-3-2021                                     | Houston Rockets                               | V 108–94                                      | Poole (23)                                    | Green (12)                                    | Green (10)                                    | Toyota Center (3,259)                         | 21–20                                         |
| 42                                            | 19-3-2021                                     | Memphis Grizzlies                             | V 116–103                                     | Wiggins (40)                                  | Green (11)                                    | Green (13)                                    | FedExForum (2,716)                            | 22–20                                         |
| 43                                            | 20-3-2021                                     | Memphis Grizzlies                             | P 103–111                                     | Poole (26)                                    | Wiggins (9)                                   | Toscano-Anderson (6)                          | FedExForum (0)                                | 22–21                                         |
| 44                                            | 23-3-2021                                     | Philadelphia 76ers                            | P 98–108                                      | Oubre Jr. (24)                                | Oubre Jr. (10)                                | Green, Mannion (6)                            | Chase Center (0)                              | 22–22                                         |
| 45                                            | 25-3-2021                                     | Sacramento Kings                              | P 119–141                                     | Wiggins (26)                                  | Wiggins (10)                                  | Poole (5)                                     | Golden 1 Center (0)                           | 22–23                                         |
| 46                                            | 26-3-2021                                     | Atlanta Hawks                                 | P 108–124                                     | Wiggins (29)                                  | Wiggins (7)                                   | Green (9)                                     | Chase Center (0)                              | 22–24                                         |
| 47                                            | 29-3-2021                                     | Chicago Bulls                                 | V 116–102                                     | Curry (32)                                    | Oubre Jr. (11)                                | Green (9)                                     | Chase Center (0)                              | 23–24                                         |

#### Aprile
| Aprile 2021                                    | Aprile 2021                                    | Aprile 2021                                    | Aprile 2021                                    | Aprile 2021                                    | Aprile 2021                                    | Aprile 2021                                    | Aprile 2021                                    | Aprile 2021                                    |
| Record aprile: 8-8 (Casa: 5-2; Trasferta: 3-6) | Record aprile: 8-8 (Casa: 5-2; Trasferta: 3-6) | Record aprile: 8-8 (Casa: 5-2; Trasferta: 3-6) | Record aprile: 8-8 (Casa: 5-2; Trasferta: 3-6) | Record aprile: 8-8 (Casa: 5-2; Trasferta: 3-6) | Record aprile: 8-8 (Casa: 5-2; Trasferta: 3-6) | Record aprile: 8-8 (Casa: 5-2; Trasferta: 3-6) | Record aprile: 8-8 (Casa: 5-2; Trasferta: 3-6) | Record aprile: 8-8 (Casa: 5-2; Trasferta: 3-6) |
| Partita                                        | Data                                           | Avversario                                     | Punteggio                                      | Più punti                                      | Più rimbalzi                                   | Più assist                                     | Stadio e spettatori                            | Record                                         |
| ---------------------------------------------- | ---------------------------------------------- | ---------------------------------------------- | ---------------------------------------------- | ---------------------------------------------- | ---------------------------------------------- | ---------------------------------------------- | ---------------------------------------------- | ---------------------------------------------- |
| 48                                             | 1-4-2021                                       | Miami Heat                                     | P 109–116                                      | Curry (36)                                     | Curry (11)                                     | Green (8)                                      | American Airlines Arena (0)                    | 23–25                                          |
| 49                                             | 2-4-2021                                       | Toronto Raptors                                | P 77–130                                       | Wiggins (15)                                   | Oubre Jr. (7)                                  | Mannion (4)                                    | Amalie Arena (3,085)                           | 23–26                                          |
| 50                                             | 4-4-2021                                       | Atlanta Hawks                                  | P 111–117                                      | Curry (37)                                     | Oubre Jr. (11)                                 | Green (11)                                     | State Farm Arena (2,937)                       | 23–27                                          |
| 51                                             | 6-4-2021                                       | Milwaukee Bucks                                | V 122–121                                      | Curry (41)                                     | Wiseman (10)                                   | Green (8)                                      | Chase Center (0)                               | 24–27                                          |
| 52                                             | 9-4-2021                                       | Wash. Wizards                                  | P 107–110                                      | Curry (32)                                     | Wiggins (7)                                    | Green (8)                                      | Chase Center (0)                               | 24–28                                          |
| 53                                             | 10-4-2021                                      | Houston Rockets                                | V 125–109                                      | Curry (38)                                     | Curry (8)                                      | Green (7)                                      | Chase Center (0)                               | 25–28                                          |
| 54                                             | 12-4-2021                                      | Denver Nuggets                                 | V 116–107                                      | Curry (53)                                     | Looney (11)                                    | Green (7)                                      | Chase Center (0)                               | 26–28                                          |
| 55                                             | 14-4-2021                                      | Oklahoma Thunder                               | V 147–109                                      | Curry (42)                                     | Green (10)                                     | Green (16)                                     | Chesapeake Energy Arena (0)                    | 27–28                                          |
| 56                                             | 15-4-2021                                      | Cleveland Cavaliers                            | V 119–101                                      | Curry (33)                                     | Green, Looney (10)                             | Green (8)                                      | Rocket Mortgage FieldHouse (4,148)             | 28–28                                          |
| 57                                             | 17-4-2021                                      | Boston Celtics                                 | P 114–119                                      | Curry (47)                                     | Looney (9)                                     | Green (10)                                     | TD Garden (2,298)                              | 28–29                                          |
| 58                                             | 19-4-2021                                      | Philadelphia 76ers                             | V 107–96                                       | Curry (49)                                     | Looney (15)                                    | Green (6)                                      | Wells Fargo Center (4,094)                     | 29–29                                          |
| 59                                             | 21-4-2021                                      | Wash. Wizards                                  | P 114–118                                      | Oubre Jr. (24)                                 | Bazemore, Oubre Jr. (9)                        | Curry, Green (8)                               | Capital One Arena (2,133)                      | 29–30                                          |
| 60                                             | 23-4-2021                                      | Denver Nuggets                                 | V 118–97                                       | Curry (32)                                     | Green (12)                                     | Green (19)                                     | Chase Center (1,935)                           | 30–30                                          |
| 61                                             | 25-4-2021                                      | Sacramento Kings                               | V 117–113                                      | Curry (37)                                     | Green (14)                                     | Green (13)                                     | Chase Center (3,252)                           | 31–30                                          |
| 62                                             | 27-4-2021                                      | Dallas Mavericks                               | P 103–133                                      | Curry (27)                                     | Green (11)                                     | Mannion, Wiggins (5)                           | Chase Center (3,613)                           | 31–31                                          |
| 63                                             | 29-4-2021                                      | Minnesota T'wolves                             | P 114–126                                      | Curry (37)                                     | Bazemore (10)                                  | Curry (8)                                      | Target Center (1,638)                          | 31–32                                          |

#### Maggio
| Maggio 2021                                    | Maggio 2021                                    | Maggio 2021                                    | Maggio 2021                                    | Maggio 2021                                    | Maggio 2021                                    | Maggio 2021                                    | Maggio 2021                                    | Maggio 2021                                    |
| Record maggio: 8-1 (Casa: 6-0; Trasferta: 2-1) | Record maggio: 8-1 (Casa: 6-0; Trasferta: 2-1) | Record maggio: 8-1 (Casa: 6-0; Trasferta: 2-1) | Record maggio: 8-1 (Casa: 6-0; Trasferta: 2-1) | Record maggio: 8-1 (Casa: 6-0; Trasferta: 2-1) | Record maggio: 8-1 (Casa: 6-0; Trasferta: 2-1) | Record maggio: 8-1 (Casa: 6-0; Trasferta: 2-1) | Record maggio: 8-1 (Casa: 6-0; Trasferta: 2-1) | Record maggio: 8-1 (Casa: 6-0; Trasferta: 2-1) |
| Partita                                        | Data                                           | Avversario                                     | Punteggio                                      | Più punti                                      | Più rimbalzi                                   | Più assist                                     | Stadio e spettatori                            | Record                                         |
| ---------------------------------------------- | ---------------------------------------------- | ---------------------------------------------- | ---------------------------------------------- | ---------------------------------------------- | ---------------------------------------------- | ---------------------------------------------- | ---------------------------------------------- | ---------------------------------------------- |
| 64                                             | 1-5-2021                                       | Houston Rockets                                | V 113–87                                       | Curry (30)                                     | Green (11)                                     | Green (8)                                      | Toyota Center (3,702)                          | 32–32                                          |
| 65                                             | 3-5-2021                                       | N.O. Pelicans                                  | V 123–108                                      | Curry (41)                                     | Green (13)                                     | Green (15)                                     | Smoothie King Center (3,700)                   | 33–32                                          |
| 66                                             | 4-5-2021                                       | N.O. Pelicans                                  | P 103–108                                      | Curry (37)                                     | Green (12)                                     | Green (9)                                      | Smoothie King Center (3,700)                   | 33–33                                          |
| 67                                             | 6-5-2021                                       | Oklahoma Thunder                               | V 118–97                                       | Curry (34)                                     | Looney (10)                                    | Green (9)                                      | Chase Center (3,621)                           | 34–33                                          |
| 68                                             | 8-5-2021                                       | Oklahoma Thunder                               | V 136–97                                       | Curry (49)                                     | Looney (12)                                    | Green (13)                                     | Chase Center (4,155)                           | 35–33                                          |
| 69                                             | 10-5-2021                                      | Utah Jazz                                      | V 119–116                                      | Curry (36)                                     | Looney (13)                                    | Green (10)                                     | Chase Center (4,155)                           | 36–33                                          |
| 70                                             | 11-5-2021                                      | Phoenix Suns                                   | V 122–116                                      | Wiggins (38)                                   | Green (10)                                     | Green (11)                                     | Chase Center (4,155)                           | 37–33                                          |
| 71                                             | 14-5-2021                                      | N.O. Pelicans                                  | V 125–122                                      | Poole (38)                                     | Toscano-Anderson (9)                           | Toscano-Anderson (9)                           | Chase Center (4,155)                           | 38–33                                          |
| 72                                             | 16-5-2021                                      | Memphis Grizzlies                              | V 113–101                                      | Curry (46)                                     | Looney (11)                                    | Curry, Green (9)                               | Chase Center (4,416)                           | 39–33                                          |

### Play-in
I Warriors hanno concluso la stagione regolare con l'ottavo miglior record nella Western Conference e si sono qualificati per le partite di play-in istituite nei playoff NBA del 2020. Avendo bisogno di vincere solo una delle forse due partite che potevano giocare, hanno perso contro i Lakers che hanno conquistato la settima testa di serie con la vittoria, poi hanno perso contro i Grizzlies ai tempi supplementari che hanno conquistato l'ottava testa di serie nella conferenza.
| Play-in 2021                             | Play-in 2021                             | Play-in 2021                             | Play-in 2021                             | Play-in 2021                             | Play-in 2021                             | Play-in 2021                             | Play-in 2021                             | Play-in 2021                             |
| Play-in: 0-2 (Casa: 0-1; Trasferta: 0-1) | Play-in: 0-2 (Casa: 0-1; Trasferta: 0-1) | Play-in: 0-2 (Casa: 0-1; Trasferta: 0-1) | Play-in: 0-2 (Casa: 0-1; Trasferta: 0-1) | Play-in: 0-2 (Casa: 0-1; Trasferta: 0-1) | Play-in: 0-2 (Casa: 0-1; Trasferta: 0-1) | Play-in: 0-2 (Casa: 0-1; Trasferta: 0-1) | Play-in: 0-2 (Casa: 0-1; Trasferta: 0-1) | Play-in: 0-2 (Casa: 0-1; Trasferta: 0-1) |
| Partita                                  | Data                                     | Avversario                               | Punteggio                                | Più punti                                | Più rimbalzi                             | Più assist                               | Stadio e spettatori                      | Record                                   |
| ---------------------------------------- | ---------------------------------------- | ---------------------------------------- | ---------------------------------------- | ---------------------------------------- | ---------------------------------------- | ---------------------------------------- | ---------------------------------------- | ---------------------------------------- |
| 1                                        | 19-5-2021                                | L.A. Lakers                              | P 100–103                                | Curry (37)                               | Looney (13)                              | Green (8)                                | Staples Center (6,022)                   | 0-1                                      |
| 2                                        | 21-5-2021                                | Memphis Grizzlies                        | P 112–117 (OT)                           | Curry (39)                               | Green (16)                               | Green (10)                               | Chase Center (7,505)                     | 0-2                                      |

## Statistiche

### Statistiche dei giocatori

#### Regular season
| Giocatore             | GP | GS | MPG  | FG%  | 3FG% | FT%  | RPG | APG | SPG | BPG | PPG  |
| --------------------- | -- | -- | ---- | ---- | ---- | ---- | --- | --- | --- | --- | ---- |
| Kent Bazemore         | 67 | 18 | 19.9 | .449 | .408 | .692 | 3.4 | 1.6 | 1.0 | .5  | 7.2  |
| Jordan Bell ≠         | 1  | 0  | 15.0 | .000 | —    | .500 | 5.0 | 2.0 | .0  | 2.0 | 1.0  |
| Marquese Chriss †     | 2  | 0  | 13.5 | .357 | .200 | .500 | 6.5 | 1.0 | .0  | 1.0 | 6.5  |
| Stephen Curry         | 63 | 63 | 34.2 | .482 | .421 | .916 | 5.5 | 5.8 | 1.2 | .1  | 32.0 |
| Draymond Green        | 63 | 63 | 31.5 | .447 | .270 | .795 | 7.1 | 8.9 | 1.7 | .8  | 7.0  |
| Damion Lee            | 57 | 1  | 18.9 | .467 | .397 | .909 | 3.2 | 1.3 | .7  | .1  | 6.5  |
| Kevon Looney          | 61 | 34 | 19.0 | .548 | .235 | .646 | 5.3 | 2.0 | .3  | .4  | 4.1  |
| Nico Mannion          | 30 | 1  | 12.1 | .342 | .367 | .821 | 1.5 | 2.3 | .5  | .0  | 4.1  |
| Mychal Mulder         | 60 | 6  | 12.8 | .449 | .397 | .636 | 1.0 | .4  | .2  | .2  | 5.6  |
| Kelly Oubre Jr.       | 55 | 50 | 30.7 | .439 | .316 | .695 | 6.0 | 1.3 | 1.0 | .8  | 15.4 |
| Eric Paschall         | 40 | 2  | 17.4 | .497 | .333 | .713 | 3.2 | 1.3 | .3  | .2  | 9.5  |
| Gary Payton II ≠      | 10 | 0  | 4.0  | .769 | .500 | .750 | 1.1 | .1  | .6  | .1  | 2.5  |
| Jordan Poole          | 51 | 7  | 19.4 | .432 | .351 | .882 | 1.8 | 1.9 | .5  | .2  | 12.0 |
| Alen Smailagić        | 15 | 1  | 5.6  | .407 | .400 | .333 | 1.1 | .3  | .2  | .3  | 1.9  |
| Juan Toscano-Anderson | 53 | 16 | 20.9 | .579 | .402 | .710 | 4.4 | 2.8 | .8  | .5  | 5.7  |
| Brad Wanamaker †      | 39 | 0  | 16.0 | .353 | .213 | .893 | 1.7 | 2.5 | .7  | .2  | 4.7  |
| Andrew Wiggins        | 71 | 71 | 33.3 | .477 | .380 | .714 | 4.9 | 2.4 | .9  | 1.0 | 18.6 |
| James Wiseman         | 39 | 27 | 21.4 | .519 | .316 | .628 | 5.8 | .7  | .3  | .9  | 11.5 |

‡ Rinunciato durante la stagione
† Scambiato durante la stagione
≠ Acquistato durante la stagione

## Mercato

### Scambi
| 22 novembre 2020 | G.S. WarriorsKelly Oubre Jr.                           | Oklahoma ThunderScelta condizionale del 1º turno del 2021 Scelta del 2º turno DEN 2021   |
| 25 marzo 2021    | G.S. WarriorsDiritti di leva su Cady Lalanne           | San Antonio SpursMarquese Chriss Cash considerations                                     |
| 25 marzo 2021    | G.S. WarriorsScelta del secondo giro protetta del 2025 | Charlotte HornetsBrad WanamakerScelta del 2º round protetta TOR 2022 Cash considerations |

### Free Agency

#### Riconferme
| Data             | Giocatore             | Rif.        |
| ---------------- | --------------------- | ----------- |
| 22 dicembre 2020 | Juan Toscano-Anderson | [ 3 ] [ 4 ] |

#### Acquisti
| Data             | Giocatore      | Provenienza      | Rif.              |
| ---------------- | -------------- | ---------------- | ----------------- |
| 24 novembre 2020 | Brad Wanamaker | Boston Celtics   | [ 5 ]             |
| 1 dicembre 2020  | Kent Bazemore  | Sacramento Kings | [ 6 ]             |
| 8 aprile 2021    | Gary Payton II | R.G.V. Vipers    | [ 7 ] [ 8 ] [ 9 ] |
| 13 maggio 2021   | Jordan Bell    | Wash. Wizards    | [ 10 ]            |

#### Cessioni
| Data             | Giocatore             | Nuova squadra | Rif.   |
| ---------------- | --------------------- | ------------- | ------ |
| 20 novembre 2020 | Ky Bowman             | L.A. Clippers | [ 11 ] |
| 19 dicembre 2020 | Juan Toscano-Anderson | G.S. Warriors | [ 12 ] |

## Premi individuali
| Giocatore     | Premio                                             | Data                    | Rif.   |
| ------------- | -------------------------------------------------- | ----------------------- | ------ |
| Stephen Curry | Giocatore della settimana della Western Conference | 28 dicembre - 3 gennaio | [ 13 ] |
| Stephen Curry | Giocatore della settimana della Western Conference | 12 - 18 aprile          | [ 14 ] |
| Stephen Curry | Giocatore del mese della Western Conference        | Aprile                  | [ 15 ] |
| Stephen Curry | Giocatore del mese della Western Conference        | Maggio                  | [ 16 ] |